# Accélération angulaire

Les positions ayant été prises à des intervalles de temps réguliers, on constate que, dans le sens anti-horaire, il y a bel et bien accélération angulaire puisque la distance séparant deux points consécutifs sur la courbe est de plus en plus grande.

En physique, l'accélération angulaire est la variation de la vitesse angulaire au cours du temps. En unités dérivées du Système international, l'accélération angulaire s'exprime en radians par seconde carrée (rad/s2).
L'accélération angulaire est une grandeur physique fondamentale pour caractériser le mouvement de rotation.

## Énoncé
L'accélération est la première dérivée par rapport au temps (dérivée temporelle) de la vitesse angulaire, et la seconde dérivée temporelle de la position angulaire.
Si {\displaystyle {\vec {\omega }}} est la vitesse angulaire et {\displaystyle {\vec {\theta }}} la position angulaire, l'accélération angulaire {\displaystyle {\vec {\alpha }}} est :
{\displaystyle {\vec {\alpha }}={\frac {\mathrm {d} {\vec {\omega }}}{\mathrm {d} t}}={\frac {\mathrm {d} ^{2}{\vec {\theta }}}{\mathrm {d} t^{2}}}}
L'accélération angulaire est pour le mouvement de rotation l'homologue de l'accélération linéaire pour le mouvement de translation.

### Accélérations tangentielle et centripète
L'accélération angulaire d'un corps est liée à ses accélérations tangentielle et centripète. Pour déterminer l'accélération tangentielle d'un corps, il suffit de multiplier son accélération angulaire par la mesure du rayon du cercle qui forme sa trajectoire.
{\displaystyle a_{\mathrm {t} }=r\alpha }

## Principe fondamental de la dynamique
L'accélération angulaire est l'une des variables de la deuxième loi de Newton appliquée en dynamique de rotation.
Ainsi, on peut déterminer le total des moments de forces ({\displaystyle {\vec {\tau }}}) qui sont appliqués sur un corps à l'aide de l'accélération angulaire ({\displaystyle {\vec {\alpha }}}) de celui-ci et de son moment d'inertie (I). La sommation de tous les moments de force est équivalente au produit du moment d'inertie du corps par son accélération angulaire lorsque le corps est rigide et que la rotation s'effectue autour d'un axe de rotation fixe.
{\displaystyle \sum {\vec {\tau }}=\mathrm {I} {\vec {\alpha }}}

## À-coup angulaire
L'à-coup angulaire {\displaystyle {\vec {\jmath }}_{\mathrm {a} }} est la dérivée par rapport au temps de l'accélération angulaire :
{\displaystyle {\vec {\jmath }}_{\mathrm {a} }={\frac {\mathrm {d} }{\mathrm {d} t}}{\vec {\alpha }}}.

## Exemples

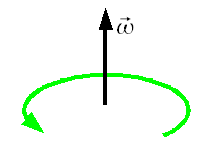
La vitesse angulaire est considérée positive lorsque le corps tourne en sens trigonométrique par rapport au référentiel du-dit solide.

### Roue en rotation autour d'un axe fixe
Posons une roue tournant dans le sens positif d'un référentiel donné. On dira que la vitesse et l'accélération angulaire sont parallèles lorsque la vitesse augmente puisqu'elles seront toutes deux positives. À l'inverse, elles seront anti-parallèles si la vitesse diminue car celle-ci restera positive alors que l'accélération angulaire deviendra négative.